# Yukio Ninagawa

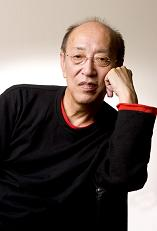
Yukio Ninagawa

Yukio Ninagawa (japanisch Ninagawa Yukio 蜷川 幸雄; geboren 15. Oktober 1935 in Kawaguchi (Präfektur Saitama); gestorben 12. Mai 2016) war ein japanischer Theater- und Filmregisseur.

## Leben und Wirken
Yukio Ninagawa machte in Tokio seinen Schulabschluss an der privaten Oberschule „Kaisei kōtō gakkō“ (開成高等学校). Eigentlich hatte er Maler werden wollen, wandte sich dann aber dem Theater zu, nachdem er „Seifuku“ (制服) – „Uniform“ von Abe Kōbō von der „Theatergruppe Seihai“ (劇団青俳) gesehen hatte, und wurde Mitglied dieser Theatergruppe.
Zunächst war Ninagawa als Schauspieler aktiv, verließ die Gruppe jedoch im Frühjahr 1969 und debütierte im Herbst desselben Jahres als Regisseur des Stückes  „Shinjō afururu keihakusa “ (真情あふるる軽薄さ) – etwa „Wahre Gefühle und Koketterie“, verfasst von Shimizu Kunio (清水 邦夫; 1936–2021). Das war der Anfang einer festen Verbindung zwischen Ninagawa und Shimizu, wobei die Nachtaufführungen des zeitgenössischen Theaters im „Shinjuku-Kulturtheater“ (新宿文化劇場) insbesondere von den jungen Leuten stark besucht wurden.
Das von Shimizu und anderen 1972 gegründete Unternehmen „Sakurasha“ (桜社) wurde im August 1974 aufgelöst. Doch zuvor leitete Ninagawa im Mai eine Aufführung von „Romeo und Julia“ im zum Filmunternehmen Tōhō gehörenden „Nissay-Theater“ (日生劇場), womit ihm der Durchbruch zum großen Theater gelang. „Chikamatsu Shinjū Monogatari“, verfasst von Akimoto Matsuyo (1911–2001), das 1979 im Imperial Theatre uraufgeführt wurde, war ein großer Erfolg und wurde viele Male wiederholt. Seit Ninagawa 1983 „Medea“ des Euripides in Athen und 1987 seine Version von Shakespeares „Macbeth“ in London aufführte, sind seine Regiearbeiten auch international bekannt geworden. Auch Shakespeares Stück „Der Sturm“ führte er in einer Japan angepassten Version auf.　
1993 wurde Ninagawa Professor am Junior College der Toho-Gakuen-Universität (桐朋学園大学) und war von 2003 bis 2010 Präsident des College, das ihn als Meiyo Kyōju verabschiedete. 1998 wurde er zum künstlerischen Leiter eines Projekts ernannt, alle Werke Shakespeares im „Saitama Arts Theatre“ in der Stadt Yono (与野市), Präfektur Saitama (heute Stadtteil von Saitama) aufzuführen.
Ninagawa arbeitete auch als Filmregisseur und hat Werke wie „Warau Iemon“ (嗤う伊右衛門) – „Der lachende Iemon“ oder „Hebi ni piasu“ (蛇にピアス) – „Ohrringe für die Schlange“ geschaffen. Er verfasste auch eine Reihe von Büchern, darunter „Sen no naifu, sen no me“ (千のナイフ、千の目) – „Tausend Messer, tausend Augen“ und „Enshutsu-jutsu“ (演出術) – „Kunst der Regie“.
1987 erhielt Ninagawa für Medea und Macbeth den Laurence Olivier Award for Best Director. 1999 erhielt er den Asahi-Preis und den Mainichi-Kunstpreis. 2004 wurde er als Person mit besonderen kulturellen Verdiensten geehrt.